# Balogh Roland
Balogh Roland (Budapest, 1984. szeptember 26. –) Junior Prima díjas dzsesszgitárművész, zeneszerző. A 2009-es montreux-i dzsesszgitárverseny és a 2016-os Six String Theory gitárverseny győztese. Ikertestvére Balogh Zoltán zongoraművész.

## Pályafutása
6 éves korában kezdett el gitározni autodidakta módon, majd édesapja tanította. Babos Gyula unszolására 16 éves korában benevezett a Szolnoki Jazzgitár versenyre, ahol különdíjas lett. Ekkor már a Kőbányai Zenei Stúdióban tanult, ahol Tornóczky Ferenc és Babos Gyula voltak a tanárai. Itt szerezte meg felsőfokú végzettségét 2007-ben.
2009-ben benevezett a világhírű Montreux-i jazz-gitárversenyre, ahol a zsüri Lee Ritenour elnökletével neki ítélte az első díjat. 2010-ben Junior Prima díjjal ismerték el. Még ebben az évben megjelent első lemeze Twins effect címmel a Gramy records kiadásában. A lemezt  a német GLM Records
kiadó több európai országban terjesztette. Szintén 2009-ben megnyerte a völklingeni Voice&Guitar versenyt. 
2012-ben zeneszerzőként is bevenevezett a Jazzy rádió által megrendezett Jazzy dalversenyre, ahol a magyarországi zenei szakma neves előadóival mérettette meg magát. Szerelemre ébredt című dalával, melyet zenekarával, a Finucci Bros Quartettel készítettek el, megnyerte a versenyt. Ennek nyomán készült el 2013-ban Kész Regény” című lemezük, mely a smooth jazz zenei stílust képviseli.
Balogh Roland több világsztárral is játszott már együtt. 2011-ben Matthew Garrisonnal volt közös koncertjük a Művészetek Palotájában, 2014 márciusában pedig Lee Ritenourral a Mil]lenáris Parkban egy telt házas koncert keretében. Fellépett továbbá Will Kennedyvel, (Yellow Jackets), Melvin Lee Davisszel, Israel Varelával. Játszott Paco de Lucía és Pat Metheny zenekara előtt a Montreux-i Jazzfesztiválon, valamint Dave Holland zenekara előtt, és sok neves fesztiválon képviselte eredményesen Magyarországot.
2015-ben New Yorkban a Wes Montgomery tiszteletére megrendezett gitárversenyen képviselte Európát, ahol beválasztották a világ 5 legjobb jazzgitárosa közé, és a 4 amerikai gitáros mellett 2. helyezést ért el. 2016 júniusában megnyerte a Los Angeles-i Six String Theory gitárversenyt fődíját is, amellyel együtt jár egy közös lemezfelvétel Lee Ritenour 2017-es lemezén.